# Cratere Yale
Yale è un cratere sulla superficie di Venere. È intitolato all'inventrice e educatrice statunitense Caroline Yale.